# Thomas Foley (1641-1701)
Pour les articles homonymes, voir Thomas Foley.
Thomas Foley (vers 1641 - 1er février 1701) est le fils aîné du maître de forges Thomas Foley (1617-1677) (en). Il hérite du domaine de Great Witley, avec Witley Court, en 1677. Il est le septième arrière-grand-père de la reine Élisabeth II via la reine mère Elizabeth.

## Biographie
Il fait ses études au Pembroke College, Cambridge, étant admis en 1657 à l'âge de 16 ans, diplômé BA 1660 et est admis au Inner Temple en 1657.

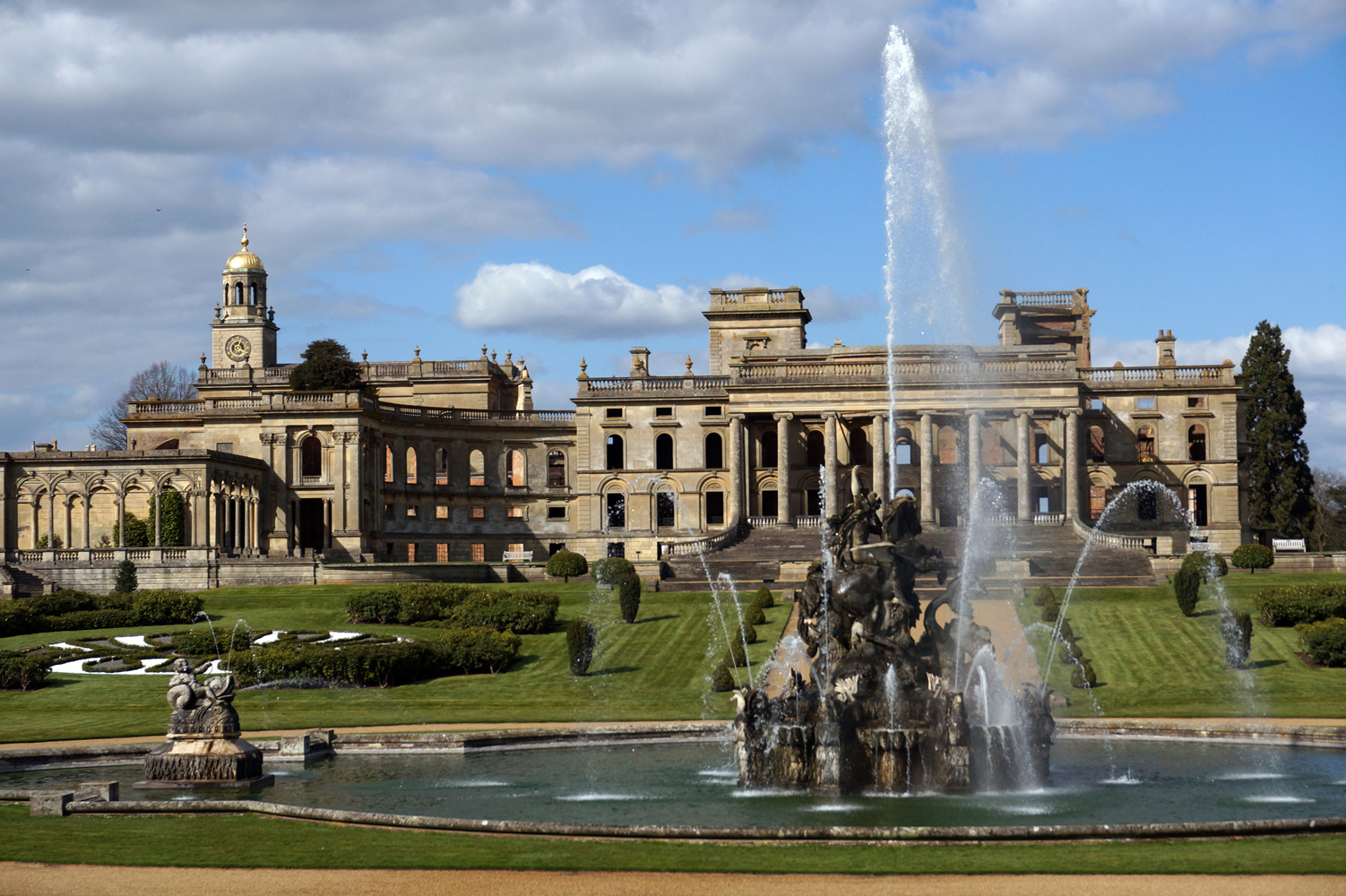
Witley Court

Il est nommé haut shérif du Worcestershire pour 1673–74. Il est membre du Parlement pour le Worcestershire de 1679 à 1685; de nouveau de 1689 à 1698 puis en 1699 et 1701 pour Droitwich.
Comme plusieurs membres de sa famille, il est impliqué dans l'industrie du fer, mais uniquement à Tintern.
Il épouse Elizabeth Ashe, fille d'Edward Ashe de Heytesbury, Wiltshire; ils ont quatre fils et quatre filles:
- Thomas Foley (1673-1733), qui est créé baron Foley de Kidderminster en 1712.
- Edward Foley (1676-1747), deux fois député de Droitwich
- Richard Foley (homme politique) (1681–1732), député de Droitwich en 1711–1732
- John Foley (noyé en 1710)
- Elizabeth Foley, sixième arrière-grand-mère de la reine Élisabeth II, qui épouse Robert Harley, plus tard lord trésorier et comte d'Oxford
- Anne Foley qui épouse Salwey Winnington
- Sarah Foley qui épouse le frère de Robert Harley, Edward Harley (1664-1735) (en).
- Mary Foley qui épouse Sir Blundel Charlton